# Sarokfutás
A sarokfutás olyan futási stílus, amelyet különösen az amatőr futók, a hosszútávfutók és a maratoni futók használnak. Az érkezési szakaszban a láb a sarok külső szélén éri a talajt. Ezután a lábfej enyhén befelé hajlik, amíg a teljes talp nem érintkezik azzal. Végül a láb átgördül a nagylábujj párnáján, miközben ismét eltolja magát a földtől.
A sarokfutás gyakoribb, mivel kevésbé megerőltetőnek tűnik, mint a spiccfutás. A legtöbb futócipő (kivéve többek közt a sprintcipőt) ehhez a futási stílushoz is használható. Kiegészítő csillapításuk azt a hátrányt hivatott kiegyenlíteni, hogy az ütés hatására az ízületeken nagyobb igénybevétel keletkezik. A legújabb tanulmányok szerint azonban tényleges ereje annál jobban növekszik, minél jobban párnázott egy futócipő, mivel az emberi láb alkalmazkodik a felület keménységéhez. E stílusban csak kevesen futnak mezítláb, kivéve az olyan puha felületeket, mint a strandok, rétek, mert keményebb felületeken a láb saját párnázó elemei (talp, lábboltozat) alig elegendőek. Ezért a legtöbb mezítlábas futó inkább a spiccfutást részesíti előnyben, mások a lábközépfutásra váltanak, de a népszerű sportokban körülbelül ugyanennyien ragaszkodnak a sarokfutáshoz. 
Mivel a sarok csontos, és nincs csillapító tulajdonsága, az ütés közvetlenül a teljes csontszerkezetre továbbítódik. 
Az izom- és kötőszövet visszarúgási rugalmasságának köszönhetően a futás is lényegesen gazdaságosabb és energiatakarékosabb, mint a sarokfutás. A beállítási szakasznak fokozatosnak kell lennie, hogy elkerüljék a hirtelen túlterhelés okozta sérüléseket. Mezítláb járáskor előnyös a lábközépcsontra érkezni. Ezzel szemben a cipők sarkában általában erős párnázás található, ami lehetővé teszi a sarokkal való ütközést és – a nagyobb lépéshossz miatt – előnyössé válik. A nyugati országokban manapság a legelterjedtebb a sarokkal való talajfogás séta és futás közben. A professzionális maratoni futók azonban a lábközépen futnak.

## A sarokfutás előnyei
- Különösen alkalmas lassú futáshoz, amely közelebb áll a gyalogláshoz.

## A sarokfutás hátrányai
- Nagyobb lökésterhelés az ízületeken
- Kevésbé folyamatos a futómozgás, mivel annak sokkja a sarokcsontból közvetlenül a test felső részeire terjed
- A spiccfutással ellentétben a láb jobban befelé hajlik, különösen túlpronáció esetén
- A sarokütést általában túl hosszú előrelépés kíséri (a futás irányába). Ha a lábfejet a test súlypontja elé helyezi a futó, jobban lelassul, mint a lábközépen vagy spiccfutáskor.

## Fordítás
- ?Ez a szócikk részben vagy egészben  a   Rückfußlauf című német Wikipédia-szócikk ezen változatának fordításán alapul.  Az eredeti cikk szerkesztőit annak laptörténete sorolja fel. Ez a jelzés csupán a megfogalmazás eredetét és a szerzői jogokat jelzi, nem szolgál a cikkben szereplő információk forrásmegjelöléseként.